# Louis Béguet
Louis Béguet (7 de dezembro de 1894 — 2 de março de 1983) foi um jogador de rugby union francês, medalhista olímpico.

## Carreira
Durante sua carreira esportiva, foi associado ao Racing Club de France, PUC Paris e Sporting Club Nazairien. Ele integrou a equipe da Seleção da França que conquistou a medalha de prata nos Jogos Olímpicos de Verão de 1924 em Paris. Ele jogou as duas partidas da competição, nas quais os franceses derrotaram a Romênia por 61–3 no Stade de Colombes em 4 de maio, e duas semanas depois perderam para os EUA por 3–17.
Na seleção francesa nos anos 1922-1924, ele disputou um total de 10 partidas, marcando 32 pontos. Participou também de competições internacionais de atletismo, e após encerrar a carreira esportiva, ingressou no exército.